# Festivalski turizem
Festivalski turizem definiramo, kot turistični promet, motivacija katerega je želja po udeležitvi festivala. Je vrsta turizma, ki temelji na festivalih, ki so enkratne ali ponavljajoče se prireditve, ustvarjene za povečanje pozornosti in profitabilnosti turistične destinacije na kratek ali dolgi rok.
Festivali privabijo turiste in to ustvarja festivalski turizem. Festivali vsebujejo mnogo elementov, ki so privlačni za turiste, najpomembnejši je, da se na festivalih mnogokrat predstavljene zanimive, nove in eksotične kulture in subkulture. Drugi elementi, ki privlačijo turiste so tudi, da imajo festivali posebno atmosfero. Festivali omogočajo, da se na enem mestu srečajo ljudje z enakimi interesi, kot je na primer poslušanje istih glasbenih skupin.
Festivale velikokrat enačimo z dogodki, saj imajo podobne karakteristike. Te so, da festivali niso povezani z delom, proslavljajo stvari, ki so pomembni za neko skupnost, velikokrat so sestavljeni iz več socialnih in kulturnih dogodkov, tako lahko rečemo, da so festivali sestavljeni iz več dogodkov. Da pa bi se en dogodek imenoval festival, pa mora zadoščati enemu od slednjih kriterijev; v imenu more imeti besedo »festival«, pojavljati se mora iregularno ali pa praznuje, promovira ali raziskuje lokalno kulturo ali izvaja neko aktivnost kulture ali subkulture.
Festivali pa imajo poleg turistične funkcije, tudi družbeni namen, saj s praznovanjem ljudje dobijo občutek pripadnosti določeni religiji, socialni ali geografski skupini, kar pa pripomore h koherentnosti skupnosti. V današnjem času pa je vse bolj pomembno, da festivali v prvi vrsti ponudijo zabavo. Fokus nekaterih pa so lahko tudi kulturne ali etnične vsebine, s čimer strmijo k informiranju članov skupnosti o njihovih tradicijah; to lahko zgleda tako, da starejši delijo zgodbe in izkušnje s člani mlajših generacij.

## Preučevanje festivalskega turizma
Festivali generirajo turistični promet, imajo vpliv na številne elemente v okolju, v katerem se dogajajo; tako spreminjajo fizične, socialne in ekonomske aspekte prostora. Ker pa imajo festivali na okolje vpliv, jih moramo preučevati. Znanosti, ki se ukvarjajo z vplivi festivalov so sociologija, antropologija in geografija ljudi, ta pa se podrobneje deli na kulturno, urbano in turistično geografijo. Kljub temu, da so festivalski turizem in njegov vpliv na okolje začele preučevati nekatere znanosti, je na tem področju še veliko neznanega, saj je turizem že sam po sebi zelo mlada veda.

## Vplivi festivalskega turizma na okolje
Festivalski turizem ima vpliv na okolje v katerem se festivali izvajajo. Ti so tako pozitivni, kot negativni, kljub temu, da je slednjih veliko, so pozitivni vplivi tisti, ki prevladujejo.
Pozitivni vplivi so; podpiranje kulturnih ustanov, promoviranje kulture, ustvarjanje nove infrastrukture, razvoj interesov posameznikov, ustvarjanje novih poznanstev in ustvarjanje možnosti, da ljudje preživimo prosti čas na zanimiv način, promovirajo toleranco in multikulturnost. Gledanje iz strani turizma, festivali predstavljajo materialno in nematerialno kulturo, privabljajo turiste, jih poučujejo, zabavajo, turistom omogočajo, da izkusijo lokalno kulturo in spoznavajo različne kulture.
Negativni vplivi so večinoma vezani na onesnaženje okolja in destrukcijo infrastrukture. Negativni vplivi pomenijo konflikt med turisti in lokalnim prebivalstvom, to pa lahko vodi do upora lokalnega prebivalstva in negativnih pogledov na festivalski turizem v njihovem okolju.

## Vrste festivalov

### Glasbeni festivali
Glasbeni festival je dogodek v katerem so v središču nastopi glasbenikov v živo in so mnogokrat vpeti v neko skupno temo, na primer žanr glasbe (rock, metal, blues, folk, jazz …), nacionalnost, lokalnost glasbenikov… Največkrat so ti festivali odvijajo zunaj, pod šotori in na začasnih odrih. Poleg glasbenih nastopov je na teh vrstah festivalov tudi druge oblike zabave; ples, poskušanje hrane, socialne in kulturne aktivnosti.

#### Gora Rocka
Največji dobrodelni rock festival v Sloveniji, odvija se v osrčju narave, na Šentviški Planoti nad Tolminom, ves izkupiček, ki ga festival naredi gre v dobrodelne namene in k izboljšanju življenja lokalne skupnosti.

#### MetalDays
Največji metal festival v Sloveniji, na sotočju reke Soče in Tolminke, ki ga vsako leto obišče 12 000 obiskovalcev iz več kot 70. držav.

#### Castle Kolpa music festival
Castle festival se ponaša s koncerti znanih slovenskih in tujih rock skupin, bogatim dnevni program in lokacijo ob reki Kolpi.

### Kulinarični festivali
To so festivali, katerih osrednja tema je hrana. V preteklosti so skupnosti z njimi praznovali žetev in se zahvaljevali za rodovitno sezono. Danes pa so bolj namenjeni druženju ob poskušanju hrane. 

#### Odprta kuhna
Odprta kuhna je gurmanska kulinarična tržnica na prostem, na kateri se vsak petek od marca do konca oktobra v središču Ljubljane, predstavlja preko 60 najboljših slovenskih obedovalnic z vseh koncev dežele.

#### Festival Čokolade v Radovljici
Festival, ki vsako leto potek po celotnem središčnem jedru Radovljice, na njem pa se predstavijo slovenske in tuje čokoladnice in drugi ponudniki, z njihovimi čokoladnimi kreacijami.

#### Festival idrijskih žlikrofov
Praznik idrijskih žlikrofov je festival posvečen tradicionalni rudarsko jed, idrijske žlikrofe, na njem pa  se predstavljajo različni ponudniki idrijskih žlikrofov in različne variacije te jedi.

### Etnološki festivali
To so festivali, ki praznujejo, ponazarjajo in ohranjajo kulturno dediščino nekega kraja, skupnosti, regije ali države.

#### Kurentovanje na Ptuju
Kurentovanje je največji slovenski pustni karneval. Gre za ljudski običaj, ki je značilen za Ptuj in okolico in se priredi v pustnem času z namenom odganjanja zime.

#### Jurjevanje
Jurjevanje je festival posvečen belokranjski plesni, pesemski in glasbeni dediščini.

#### Festival idrijske čipke
Festival idrijske čipke je etnološka prireditev, posvečena tradiciji ročno klekljanih čipk in ohranjanju njihovega zgodovinskega izročila, hkrati pa hkrati spodbuja inovativnost pri oblikovanju in uporabi klekljanih mojstrovin v današnjem času.

### Festivali umetnosti
To so festivali, ki proslavljajo intelektualne in kreativne dosežke, kot so znanost, književnost, film, zato se festivali umetnosti tudi delijo na literarne, znanstvene, filmske … festivale.

#### LIFe – filmski festival
Je največji slovenski filmski festival, ki od leta 1990 poteka v Ljubljani. V štirinajstih dneh se predstavijo zlasti manj poznane produkcije, ki sicer v slovenske kinematografe le redko zaidejo.

#### Škofjeloški pasijon
Škofjeloški pasijon, ki se uprizarja vsakih 6 let, je največja gledališka uprizoritev na prostem v Sloveniji pri kateri sodeluje več kot 1000 prostovoljcev.

#### Grafični bienale Ljubljana
Ljubljanski grafični bienale velja za enega najstarejših na svetu. Od leta 1955 v slovensko prestolnico privablja odmevna mednarodna imena na področju grafičnega oblikovanja, kar je vplivalo tudi na razvoj in prepoznavnost slovenske grafične umetnosti preko državnih meja.